# Canthonidia
Canthonidia là một chi bọ cánh cứng thuộc họ Scarabaeidae.